# تامارین ابلق
تامارین ابلق (نام علمی: Saguinus bicolor) نام یک گونه از سرده تامارین است.این گونه در جنگل های آمازونی برزیل زندگی می کند.تامارین ابلق بدنی به طول ۲۰.۸-۲۸.۳ سانتی متر بادمی به طول ۳۳.۵-۴۲.۰سانتی متر می باشد.